# Orestes (imię)
Orestes – imię męskie pochodzenia greckiego. Wywodzi się od słowa oznaczającego „góral” (ὄρος oros, „góra”).
Orestes imieniny obchodzi 14 stycznia, 9 listopada, 23 listopada i 13 grudnia.
Znane osoby noszące to imię:
- Orestes – postać mitologiczna,
- Orest Dżułyński (1890–?) – pułkownik dyplomowany piechoty Wojska Polskiego II RP, piłkarz Pogoni Lwów,
- Orest Kiprienski – rosyjski malarz,
- Orest Lenczyk – polski trener piłkarski,
- Orest Możejko – fikcyjna postać z serialu Ojciec Mateusz grana przez Piotra Polka,
- Orestes – król Macedonii.